# Sole di Verghina

Sole di Verghina

Il Sole di Verghìna (o Stella di Verghina, o Stella argeade) è una stella simbolica di 16 raggi. Fu ritrovata su reperti dissotterrati nel 1977 durante alcuni scavi archeologici a Verghina, nella regione greca della Macedonia dal professor Manolis Andronikos. Essa si trovava su uno scrigno dorato posto nelle tombe dei re dell'antico regno macedone. Accanto al leone è uno dei simboli della dinastia degli Argeadi.
Andronikos descrisse il simbolo come una stella, i raggi di una stella o ancora i raggi del Sole. Egli credette che lo scrigno sul quale essa appariva appartenesse al re Filippo II di Macedonia, padre di Alessandro Magno; altri storici hanno suggerito che la tomba in realtà appartenesse a Filippo III Arrideo, il quale regnò successivamente ad entrambi. Lo scrigno è attualmente esposto nel Museo Archeologico di Verghina, molto vicino al luogo della sua scoperta. Un'altra versione della stella, di dodici raggi, è stata trovata sullo scrigno che Andronikos attribuì a Olimpiade d'Epiro, la madre di Alessandro Magno, probabilmente in realtà contenente i resti della regina Meda di Odessa. Altre versioni con meno raggi furono trovate su sarcofagi, scudi, monete e incisioni.
Il Sole di Verghina è stato assunto come proprio simbolo sia dalla Grecia, in particolare dalla regione macedone, sia dalla Repubblica di Macedonia del Nord, un fatto che ha dato origine a un contenzioso tra i due Stati, risolto nel febbraio 2019 grazie all’accordo di Prespa che ha modificato il nome di quest'ultimo Stato.

## Interpretazioni del simbolo

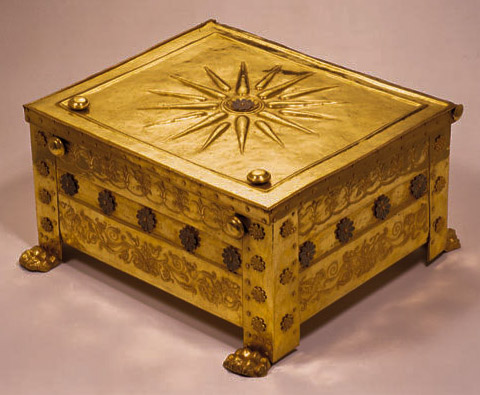
Larnax in oro su cui appare il Sole di Verghina, prima al Museo Archeologico di Tessalonica, ora nel Museo del Grande Tumulo di Filippo II a Vergina

Il significato del Sole di Verghina non è tuttora molto chiaro. Gli archeologi non sono d'accordo se esso fosse un simbolo della Macedonia, un emblema della Dinastia argeade, un simbolo religioso che rappresentava i dodici dei dell'Olimpo o, semplicemente, un disegno decorativo. Andronikos lo interpreta come un emblema della dinastia macedone, ma Eugene Borza segnala che il simbolo è stato usato in diversi ambiti all'interno dell'arte macedone.
John Paul Adams segnala il suo largo uso all'interno dell'arte antica macedone (così come in Medio Oriente e altre zone) concludendo che non avrebbe mai potuto essere un simbolo reale o nazionale macedone.
Appaiono spesso versioni della stella con sedici e con otto punte in monete e scudi macedoni, così come nell'arco di tutto il periodo ellenistico. Esiste anche un certo numero di rappresentazioni di opliti ateniesi che portano un simbolo identico a sedici punte nella loro armatura, risalenti al VI secolo a.C. Prima della scoperta di Andronikos il simbolo era considerato un elemento decorativo; successivamente, è stato predominantemente associato agli Antichi Macedoni a dispetto delle prove indicate del suo uso anche in Grecia.

## Il simbolo nell'attualità

La bandiera blu con la stella argeade si usa nelle tre suddivisioni della regione greca di Macedonia
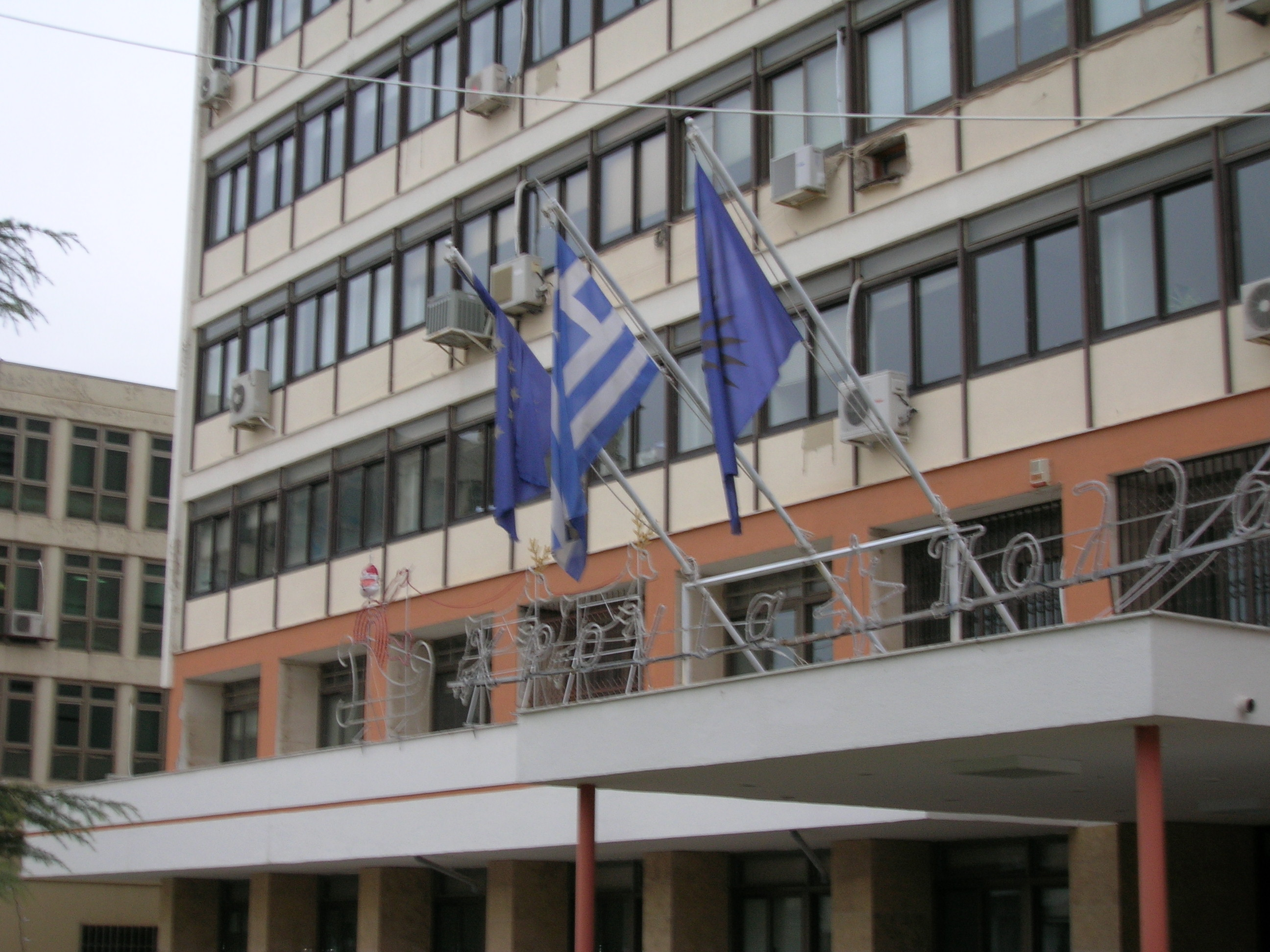
La bandiera della regione di Macedonia nella prefettura di Kozani, accanto alla bandiera europea e alla bandiera greca
Bandiera ufficiale della Repubblica di Macedonia tra il 1992 e il 1995.
Bandiera attuale della Repubblica di Macedonia del Nord, modificata nel 1995 in seguito alle proteste greche.

In seguito alla scoperta dello scrigno, il Sole di Verghina fu adottato in tutta la Grecia come simbolo di continuità fra l'antica cultura macedone e la Grecia attuale. La stella, su sfondo blu, si usa comunemente come emblema ufficiale delle tre suddivisioni, le prefetture e i comuni della regione di Macedonia. Essa è anche usata da organizzazioni della diaspora greco-macedone, come l'associazione Pan-Macedonia, e altre imprese commerciali.
Il simbolo è stato utilizzato anche da associazioni della diaspora slavo-macedone e da alcuni nazionalisti della Repubblica di Macedonia del Nord. Quando la Jugoslavia si divise nel 1991-92, la nuova e indipendente Repubblica di Macedonia scelse il Sole di Vergina come simbolo nazionale, includendolo nella bandiera.
Tale decisione causò molte controversie sia all'interno della nuova repubblica, sia all'interno delle relazioni fra quest'ultima e la Grecia. La minoranza albanese che viveva nella repubblica sosteneva di non identificarsi in un simbolo che rappresentava soltanto l'etnia macedone slava e pertanto non era adatto ad uno stato multiculturale. L'opposizione greca fu ancor più veemente. Il governo greco e il suo popolo, specialmente i residenti nella regione di Macedonia, videro in questo gesto un tentativo di appropriarsi di un simbolo ellenico, al punto che un politico del Ministero degli Esteri greco disse nel gennaio del 1995 che "il simbolo è greco e ci è stato rubato". Nazionalisti di ambedue i gruppi associarono il simbolo con la Stella di Betlemme, di molto successiva alla Stella Argeade, argomentando che le loro rispettive comunità avevano usato il simbolo per ragioni sacre ben prima della scoperta della stella a Verghina. La posizione greca fu appoggiata da diverse nazioni occidentali. L'ex segretario di Stato degli Stati Uniti, Henry Kissinger, disse ad un giornalista:
Altri sostenevano che furono i greci ad appropriarsi del simbolo per assicurarsi la continuità fra la Grecia attuale e gli antichi stati greci. Peter Hill, un professore di studi slavi nell'Università di Amburgo, che ha pubblicato diversi libri sugli slavi macedoni e sulla loro lingua e che difende attivamente la loro causa, sostiene che:
In uno speciale del programma The World Today della BBC, l'archeologa macedone Bajana Mojsov disse che "il peso simbolico della stella argeade è archeologicamente assurdo, ma politicamente inevitabile", aggiungendo quanto segue:
Nonostante le autorità di Skopje neghino qualsiasi ragione ulteriore, la questione della bandiera divenne uno dei principali problemi della diatriba politica fra Grecia e Macedonia del Nord fin dal 1991. Le obiezioni greche provocarono la proibizione della bandiera in diversi luoghi e occasioni, includendo le Nazioni Unite, i Giochi olimpici e le ambasciate della Repubblica di Macedonia negli Stati Uniti e in Australia.
Inoltre, come risposta alla disputa, il simbolo venne introdotto in vari oggetti e luoghi della Grecia. Si aggiunse alla moneta di 100 dracme agli inizi del 1992 e apparve nelle condecorazioni dell'uniforme della polizia ateniese. Il canale televisivo "Makedonia", con sede a Salonicco, la utilizzò per rimpiazzare la lettera omicron come logo ufficiale, e il Banco di Macedonia e Tracia lo adottò come simbolo, così come già fecero alcune unità militari greche. Nel febbraio 1993 il parlamento greco creò una risoluzione designando la stella argeade come simbolo nazionale ufficiale. Nel luglio 1995 la Grecia inviò una petizione all'Organizzazione Mondiale per la Proprietà Intellettuale (OMPI) per ottenere i diritti esclusivi della proprietà intellettuale sulla stella.
La disputa si risolse parzialmente nell'ottobre 1995 grazie ad un compromesso pianificato dall'ONU. Fu ritirato il simbolo dalla bandiera nazionale macedone come parte di un accordo per stabilire relazioni diplomatiche ed economiche fra entrambi i paesi. Fu rimpiazzata da una nuova bandiera, quella attuale, che rappresenta un sole nascente con otto raggi, che ricorda vagamente diverse bandiere militari giapponesi. La scoperta di un'incisione in pietra, risalente all'Età del Bronzo, con un sole simile ad otto punte, trovato in occasione di alcuni scavi archeologici a Kratovo (Macedonia del Nord), ha portato a pensare che tale simbolo con otto punte (invece di quella a sedici punte ritrovata a Vergina) potrebbe essere il vero simbolo dell'antica cultura macedone, nonostante Kratovo si trovi in un territorio corrispondente all'antica Peonia, regione che entrò a far parte della Macedonia soltanto diversi secoli dopo la fine dell'Età del Bronzo. Il simbolo ad otto punte è anche utilizzato dagli arumeni residenti nella repubblica.
Nonostante il divieto molte municipalità della Macedonia del Nord continuano a esporre la stella di Verghina a livello locale, mentre alcune (vedi Makedonska Kamenica) hanno disegnato il simbolo direttamente nella propria bandiera municipale. Al di fuori delle istituzioni, il sole di Verghina è stato ampiamente adottato da partiti politici nazionalisti come Vmro-dpmne, che reclama con insistenza una revisione dell'accordo di Prespa con la Grecia.
Fuori dalla Macedonia del Nord alcuni gruppi nazionalisti continuano ad usare la stella argeade come simbolo della Macedonia slava, nonostante la modifica apportata alla bandiera. In Canada, per esempio, l'Associazione dei Macedoni Uniti usa la stella come parte del suo logo.
In Albania il Sole di Verghina venne adottato come sigillo ufficiale del comune di Liqenas (Pustec in lingua macedone) nella regione di Mala Prespa e Golo Brdo, nell'Albania orientale.